# 南関そうめん

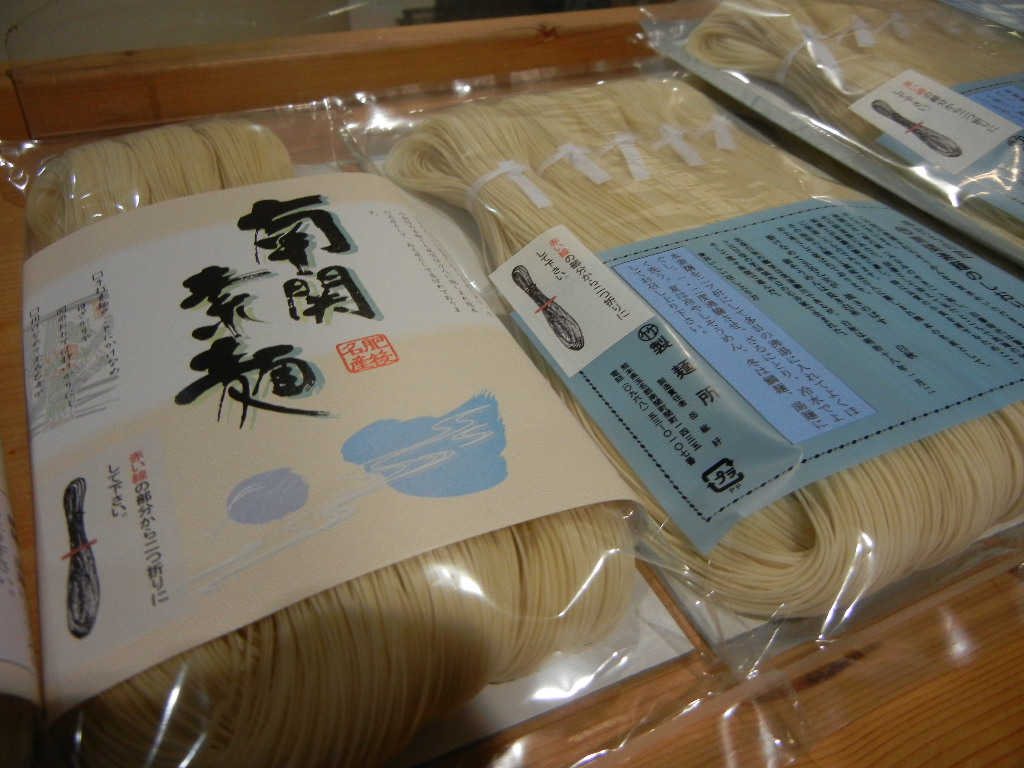
南関そうめんの製品例

南関そうめん（なんかんそうめん）は、熊本県南関町の伝統食材。手延べ素麺の一種である。

## 概要
南関そうめんは、細くてコシが強い素麺で知られる。地元の井戸水、小麦粉、海水塩を1時間近く手で練りこみ、麺生地を休ませながら延ばすのを繰り返すことでグルテンが形成され、細く長く、コシの強い素麺になる。
また、一般的には素麺は麺生地を縦に吊るして延ばすことが多いが、南関そうめんは横に張って延ばして作るのが特徴となっている。
素麺生産者は日本全国で減少傾向にあるが、南関そうめんの生産者は2019年時点で9軒となっている。加えて、機械を一切使わない「完全手作り」の素麺であり、大量生産ができないことから商品の存在そのものが希少となっている。

## 食し方
南関そうめんはシンプルに食べるのが王道となっている。市販の乾麺は1本が長いため、そのまま茹でては長くて食し難い。茹でる前に折っておいたほうが食べやすくなる。
夏は冷やしそうめん。薬味にはネギ、ショウガ、ワサビなど。
南関町の郷土料理レストランでは「南関にゅうめん」も名物となっており、同じく南関町名産の南関あげを甘辛く煮含めたものを添えてある。

## 曲げそうめん
曲げそうめんは、南関そうめんの一種。江戸時代後期に素麺の束ね枠が考案されて以降は、南関そうめんの主流となっている。

## 白髪そうめん
白髪そうめんは南関そうめんの一種。白髪そうめん生産者は曲げそうめん生産者よりも少く、幻の存在ともいわれる。
細いことで知られる南関そうめんの中でも、ことさら細い素麺で、直径0.2ミリメートルほど（なお、一般的な素麺は1.3mm未満）。実験では、縫い針の糸を通す針穴に白髪そうめんが2本通ったこともある。
茹で時間も短く、一般的な素麺の茹で時間が1分30秒から2分くらいなのに対し、白髪そうめんの茹で時間は30秒である。

## 歴史
南関町は、江戸時代には参勤交代の大名行列が通る交通の要所であった。古くからの小麦の産地であり、冬は天気がよく、山風も吹き、湿度が低いという気候に恵まれ、素麺の産地となった。
言い伝えでは、中国で修行した小豆島そうめん職人が、旅の途中で現在の南関町に立ち寄ったところ、土地の人から大変親切にもてなされ、この土地の小麦粉や食用油が上質であり、気候風土が素麺作りに適していたため、素麺の製法を伝えたとされる。
江戸時代中期には南関そうめん作りが始まっており、2024年も現存する生産者の「雪の糸素麺 猿渡製麺所」は創業300年を数える。
肥後藩主が参勤交代の際に、肥後土産として必ず南関そうめんを将軍家に献上したり、明治天皇への献上品とされた。
南関そうめん作りの最盛期である明治時代中期には200を超える製麺所が南関町にあった。
2025年には文化庁の100年フード「伝統の100年フード部門」に認定された

## 文化の中の南関そうめん
北原白秋は、南関町生まれであり、南関そうめんも好んだとされている。以下は南関そうめんを詠んだものである。
- 掛けなめて 玉名乙女が こきのばす 翁そうめんは 長き白糸